# Willem Harm van der Heide
Willem Harm van der Heide (Leiden, 22 februari 1913 – 6 augustus 1995) was een Nederlands politicus van de ARP.
Hij studeerde scheepsbouw aan de mts van Haarlem, maar kon door de crisis geen stageplek vinden. In 1933 ging hij als volontair werken bij de gemeentesecretarie van Leiderdorp. Later werd hij daar aangesteld tot tijdelijk ambtenaar. In 1938 ging hij werken bij de gemeente Leiden, waar hij het bracht tot 3e klasse-hoofdkassier. Eind 1947 maakte hij de overstap naar de gemeente Meliskerke, waar hij onder andere als gemeenteontvanger en gemeentesecretaris werkte. Hij werd in maart 1954 burgemeester van Arnemuiden en in november 1959 volgde zijn benoeming tot burgemeester van Bunschoten. In juni 1976 ging hij daar vanwege gezondheidsproblemen met vervroegd pensioen. Midden 1995 overleed hij op 82-jarige leeftijd.

## Trivia
Vanaf 19 januari 1966 was hij mede-oprichter en eerste voorzitter van Watersportvereniging de Eendracht in Spakenburg.